# Perideridia gairdneri
Perideridia gairdneri (лат.) — многолетнее травянистое растение, вид рода Perideridia семейства Зонтичные (Umbelliferae), произрастающий в западной части Северной Америки.

## Ботаническое описание

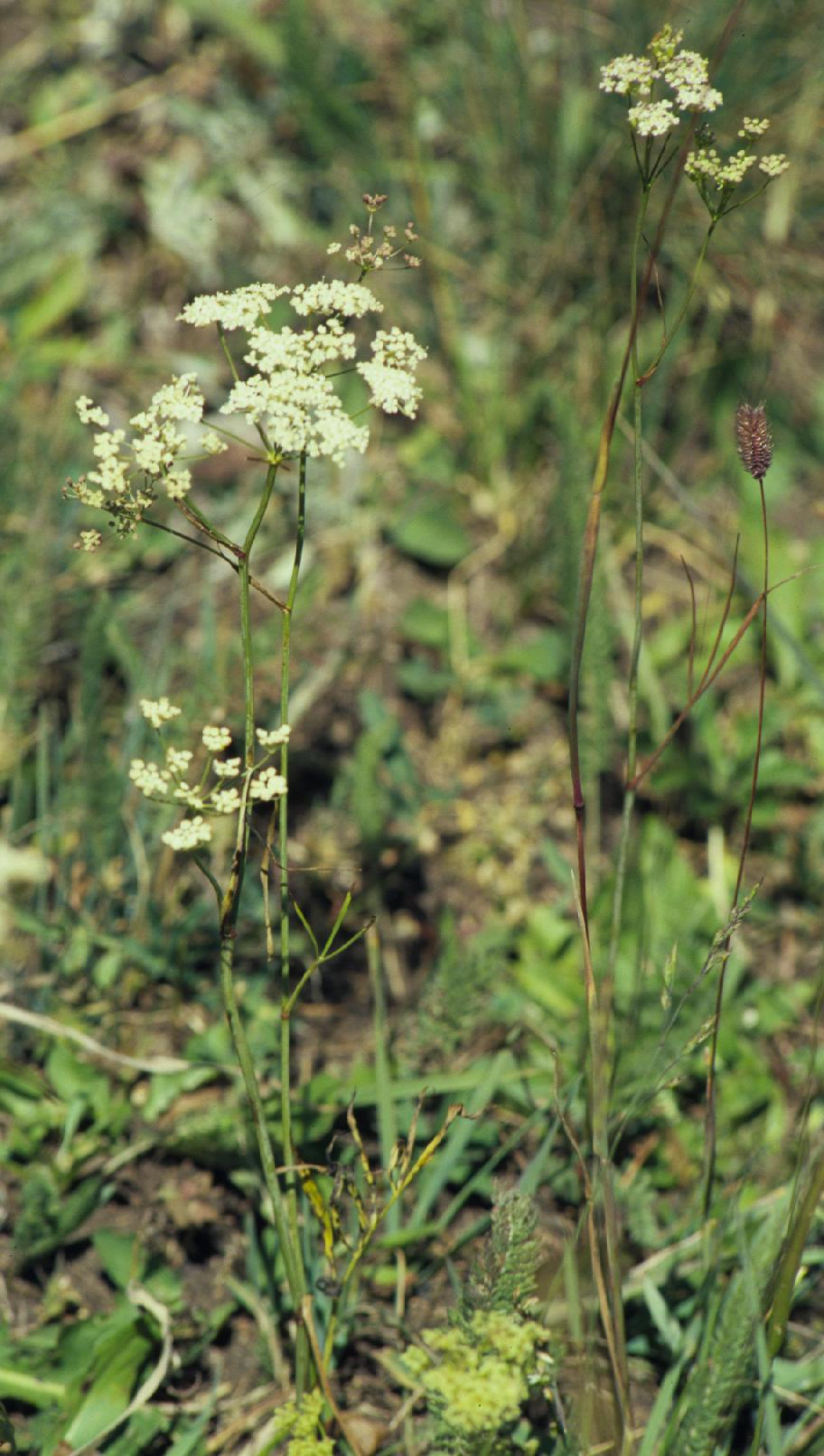
Общий вид растения

Perideridia gairdneri — многолетнее растение высотой до 0,6-1 м. Тонкий прямостоячий стебель вырастает из цилиндрических клубней длиной до 8 см. Листья у основания растения имеют пластинки длиной до 35 см, которые разделены на множество узких лопастей. Верхние листья более мелкие и менее разделённые. Соцветие представляет собой сложный зонтик из множества сферических гроздей мелких белых цветков. Плоды — ребристые, округлые длиной несколько миллиметров.

## Распространение и местообитание
Perideridia gairdneri произрастает в западной части Северной Америки от юго-запада Канады до Калифорнии и Нью-Мексико, где растёт во многих местах обитания.

## Использование в пищу
Все растение съедобно, но следует соблюдать осторожность, так как оно похоже на ядовитые растения рода вёх, такие как вёх ядовитый, из семейства сельдерейных. P. gairdneri было важным пищевым растением и даже основным продуктом питания для многих групп коренных американцев, включая черноногих, северных пайютов, шайеннов и команчей. Клубневые корни можно есть, как картофель, жарить, готовить на пару, есть свежими или сушеными, превращать в кашу или пиноле, использовать в качестве муки и ароматизатора, а также в медицинских целях.